# Серхіо Кабрера
Серхіо Кабрера (ісп. Sergio Cabrera; 20 квітня 1950, Медельїн, Колумбія) — колумбійський кінорежисер, сценарист та оператор.
Закінчив Пекінський університет.

## Вибіркова фільмографія
- Стратегія равлика (1992)
- Орли не полюють на мух (1995)
- Переворот на стадіоні (1998)
- Громадянин Ескобар (2002)
- Мистецтво втрачати (2004)